# Відкритий чемпіонат Австралії з тенісу 2013
Відкритий чемпіонат Австралії з тенісу 2013 — тенісний турнір, що проходив із 14 по 27 січня 2013 року на кортах Мельбурн-Парку в Мельбурні, Австралія. Це 101-ий чемпіонат Австралії з тенісу і перший турнір Великого шолома в поточному році.

## Переможці та фіналісти

### Одиночний розряд. Чоловіки
Новак Джокович переміг  Енді Маррей, 6–7(7–2), 7–6(7–3), 6–3, 6–2

### Одиночний розряд. Жінки
Вікторія Азаренко перемогла  Лі На, 4-6, 6-4, 6-3

### Парний розряд. Чоловіки
Боб Браян /  Майк Браян перемогли пару  Робін Гаасе /  Ігор Сейслінг 6–3, 6–4

### Парний розряд. Жінки
Сара Еррані /  Роберта Вінчі перемогли пару  Ешлі Барті /  Кейсі Деллаква 6–2, 3–6, 6–2

### Мікст
Ярміла Гайдошова /  Меттью Ебден перемогли пару  Луціє Градецька /  Франтішек Чернак 6–3, 7–5

### Юніори

#### Хлопці. Одиночний розряд
Нік Киріос переміг  Танасі Коккінакіса 7–6(7–4), 6–3

#### Дівчата. Одиночний розряд
Ана Конюх перемогла  Катеріну Сінякову 6–3, 6–4

#### Хлопці. Парний розряд
Джей Андріїч /  Бредлі Мауслі перемогли пару  Максиміліан Мартерер /  Лукас Мідлер 6–3, 7–6(7–3)

#### Дівчата. Парний розряд
Ана Конюх /  Керол Чжао перемогли пару  Олександра Корашвілі /  Барбора Крейчікова 5–7, 6–4, [10–7]